# Aïn El Kerma
Aïn El Kerma è un comune dell'Algeria, situato nella provincia di Orano, a circa 45 km dal capoluogo di provincia.

## Geografia fisica

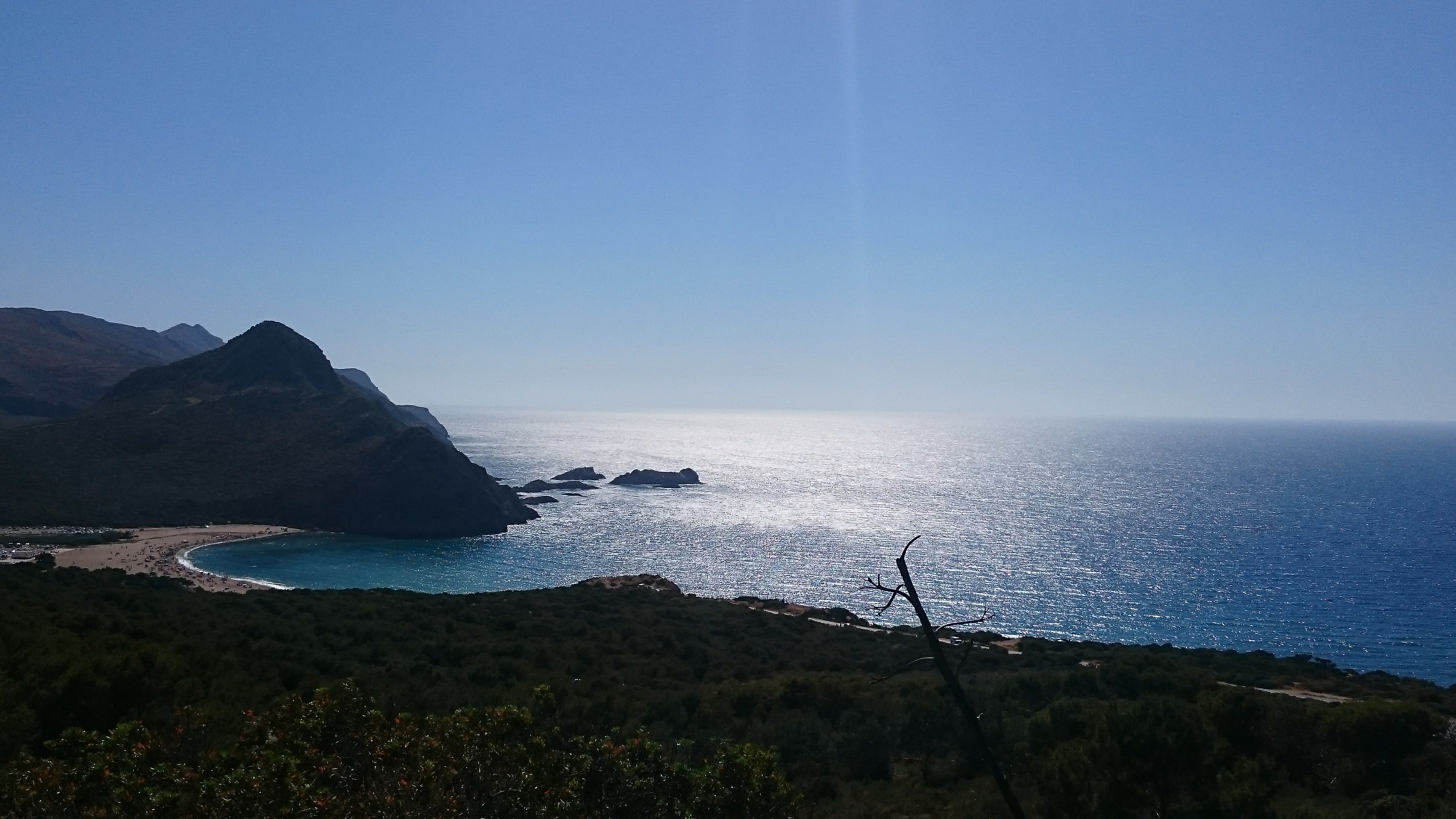
Tratto di costa, con visibile la spiaggia di Medegh

A circa dodici chilometri dalla costa, frastagliata e roccioso, si trovano le piccole Isole Habibas, le cui acque sono protette come area naturale marina.

## Economia
Dal punto di vista turistico è nota perché sulla costa si trova la spiaggia di Medegh.